# Jacob Merkelbach
Jacob Merkelbach, forse nato con il nome di Jacobus Merkelbach (Amsterdam, 29 aprile 1877 – Amsterdam, 6 febbraio 1942), è stato un fotografo olandese, fondatore di uno dei più rinomati atelier per il ritratto dei Paesi Bassi tra le due guerre mondiali del Novecento.

## Biografia
Figlio di Johann Wilhelm Merkelbach, un proprietario di un negozio che vendeva lanterne magiche, stereoscopi e molti altri materiali fotografici, associato a Machiel Laddé, col nome della ditta "M.H. Laddé & J.W. Merkelbach". Laddé era il cognato del padre di Jacob che aveva sopra il negozio lo studio dove eseguiva ritratti fotografici e dove il ragazzo imparò le varie tecniche fotografiche. Laddé fu il primo regista di fiction della storia del cinema olandese. Merkelbach lavorò per un breve periodo anche nel cinema fino a quando decise di aprire un suo atelier fotografico nel 1913, al quinto piano del lussoso edificio di moda di "Hirsch & Cie" di Amsterdam.
I suoi clienti abituali provenivano dall'alta società, dalla buona borghesia, dagli ambienti culturali ma lavorò anche per il teatro e la danza, fotografando attori e ballerini olandesi o di passaggio nella città, le cui foto venivano esposte nelle vetrine al piano strada assieme alle fotografie di moda. Lo studio era in grado di offrire alla propria clientela molte tecniche, a seconda dei gusti, dalle carte fotografiche al bromuro d'argento alle stampe al carbone fino alle stampe Jos-Pe che usò a lungo. I negativi realizzati su vetro venivano ritoccati dagli assistenti dello studio in maniera talvolta molto pesante come era in uso in tutti gli studi fotografici d'Europa dell'epoca e come fece, con maestria, anche Merkelbach.
Nei primi anni del Novecento Jacob sposò Josephine Maria Wilhelmina Harmsen e da quel matrimonio nacque nel 1904 la figlia Maria Antonia Rosenboom-Merkelbach, anche lei fotografa con il nome di Mies Merkelbach, destinata a succedere al padre nel suo studio e a mantenerne il nome fino al 1969 quando venne chiuso definitivamente. Negli ultimi anni, Mies vendette a vari compratori e istituzioni tra cui il Rijksmuseum, l'Università di Leida, l'Istituto Olandese per il Teatro di Amsterdam e al Joods Historisch Museum.
Nel 2013 è stata pubblicata la storia dei Merkelbach in tre volumi dal 1913 al 1969 attraverso le immagini del fondatore Jacob, della figlia Mies e del figlio di quest'ultima che ha contribuito all'impresa, Bobby Rosenboom: "Fotostudio Merkelbach" che raccoglie i personaggi delle varie epoche, i teatri, i balletti  e le molte storie che si sono intrecciate nella città di Amsterdam.

## Il metodo Jos-Pe
Jos-Pe fu il nome di un processo fotografico registrato da un'azienda tedesca di Monaco di Baviera, nata con lo stesso nome, nel 1924, fondata dal fotografo e inventore Gustav Koppmann e da Josef-Peter Walker, dalla quale questo processo prese il nome. Nel 1926 l'azienda si trasferì ad Amburgo ma fallì cinque anni dopo. Un loro cliente, Franz Vollmer, decise di rilevare l'azienda che diresse tra il 1934 e il 1943, quando venne distrutta da un bombardamento alleato. Questa tecnica non era nuova ma veniva associata ad altre simili dove un liquido veniva "assorbito" a contatto di gelatine. Si possono citare processi come quello di Sanger Shepherd, Pinatype o Dye-transfer process della Kodak. Jos-Pe fu un procedimento di tipo sottrattivo a tre colori in cui la stampa veniva realizzata con tre lastre di stampa a rilievo, blu, rosso e giallo. Il processo si basava sulla capacità della gelatina di assorbire o rilasciare coloranti quando entrava in contatto con un altro strato di gelatina.
Non si trattò solo di un semplice processo fotografico, Jos-Pe fu un vero e proprio sistema di stampa completo che era in grado di offrire al fotografo tutti i materiali necessari per la stampa a colori, compresa la speciale macchina fotografica "Camera Jos-Pe" (o "Jos-Pe Tri-Color-Camera" - vedi foto) che consentiva di fotografare i negativi a tre colori in un unico scatto, evitando l'effetto dei disallineamenti di parallasse temporale e consentendo al fotografo di scattare perfino foto di oggetti in movimento o ritratti a colori. Prima di allora, i negativi colore erano stati ottenuti con fotocamere non sincronizzate che dovevano essere unite in camera oscura, moltiplicandone i problemi di allineamento. La macchina fotografica aveva una forma a trapezio, con una lente nella parte anteriore, costruita da Zeiss e due specchi fabbricati da Steinheil Sohne posti dietro la lente. Il catalogo offriva due fotocamere: professionali 9x12 cm. e non professionali 4,5x6 cm. La fotocamera Jos-Pe fu probabilmente uno dei contributi più significativi alla fotografia a colori del Novecento. Essa fu ispirata dalla fotocamera brevettata da Frederic Eugene Ives nel 1899 nella quale vennero collocati specchi per dividere il raggio di luce all'interno del corpo macchina.
Fortunatamente, la collezione del Rijksmuseum comprende la serie completa di negativi, lastre e la stampa finale di una fotografia di Jacob Merkelbach, grazie alla quale si è potuto ricostruire il processo, avendo a disposizione i materiali originali che molto spesso, dopo aver consegnato le stampe ai destinatari, non venivano conservati.

## Galleria d'immagini

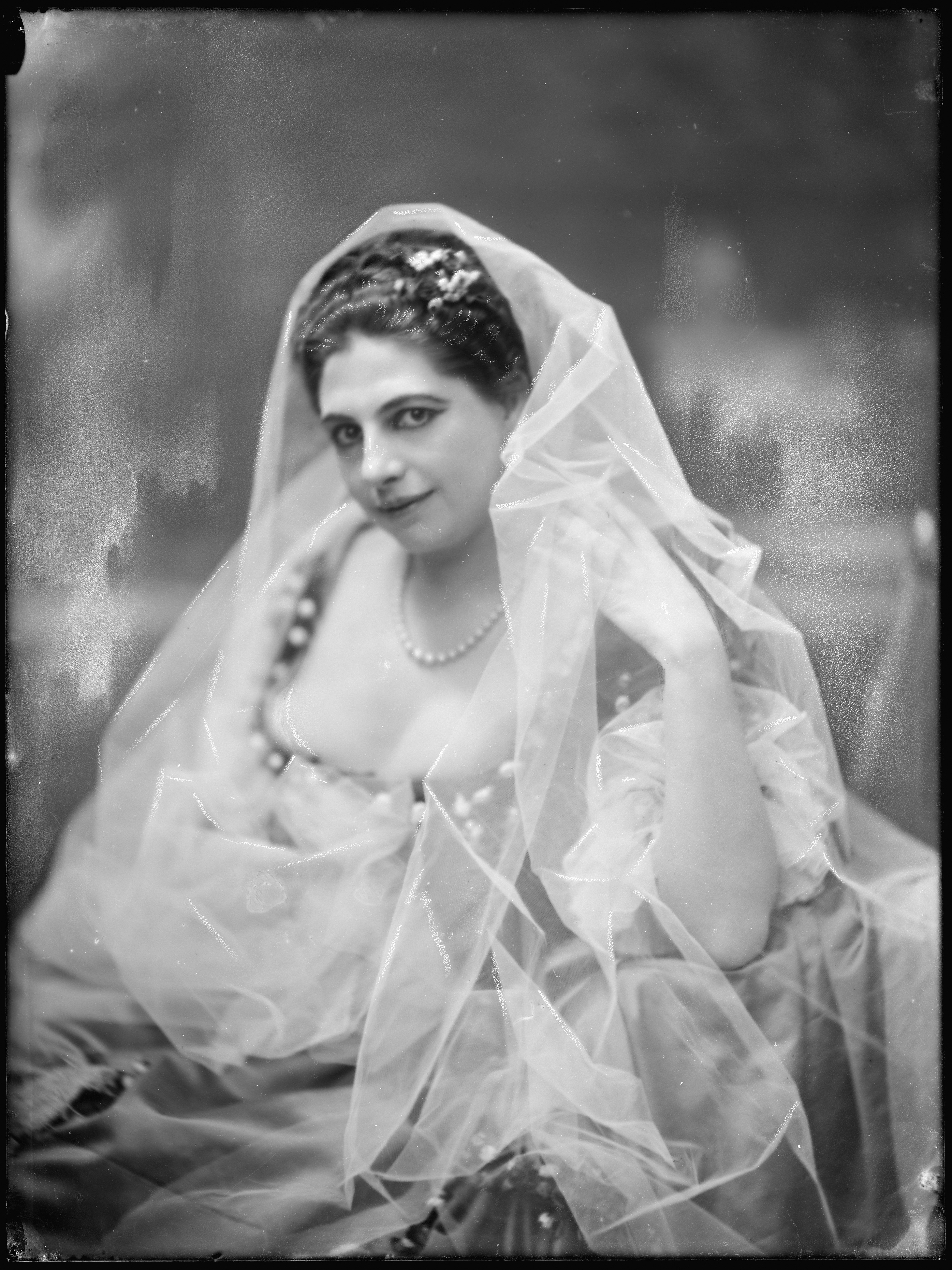
Mata Hari, 1915
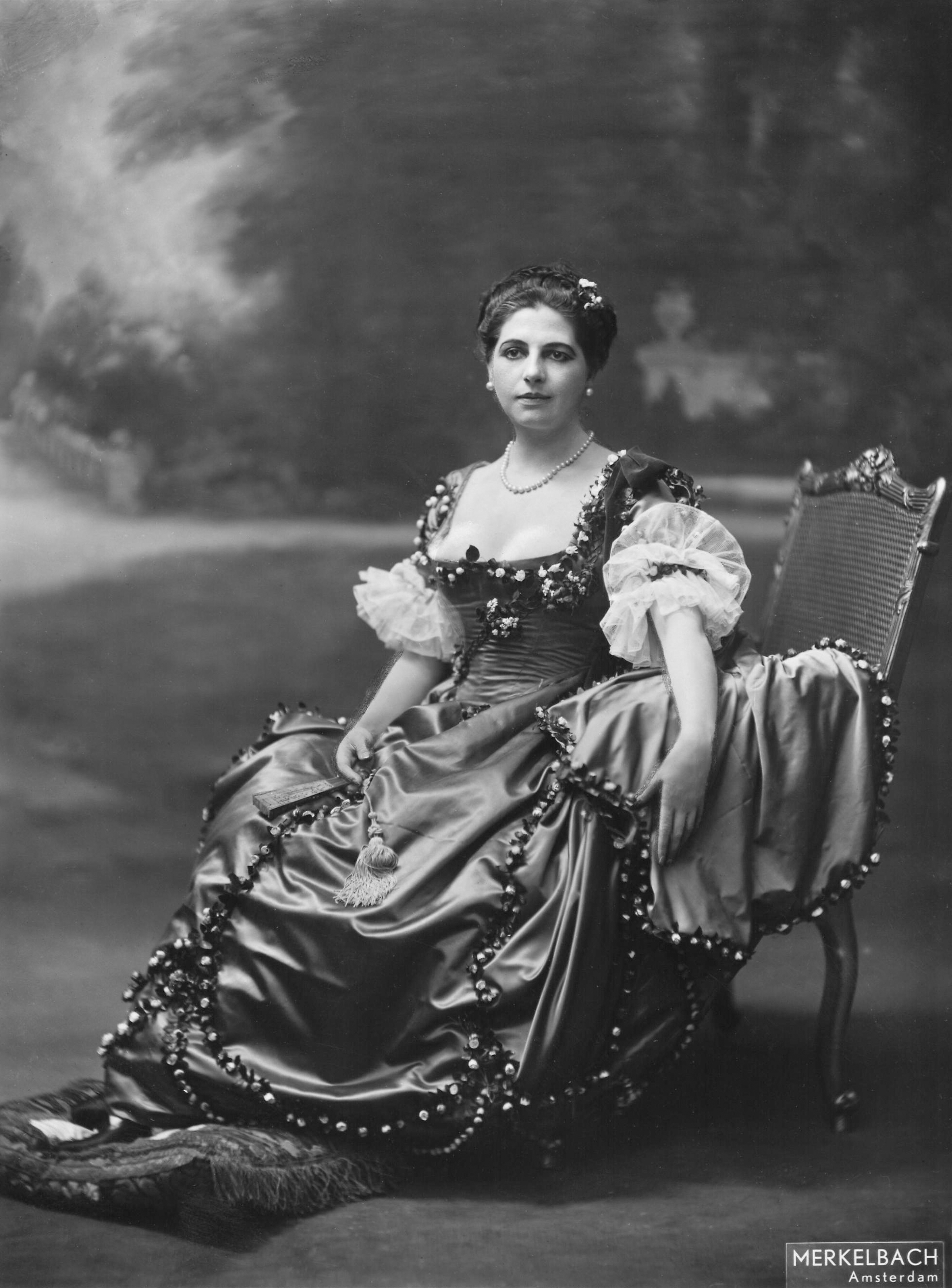
Mata Hari, 1915
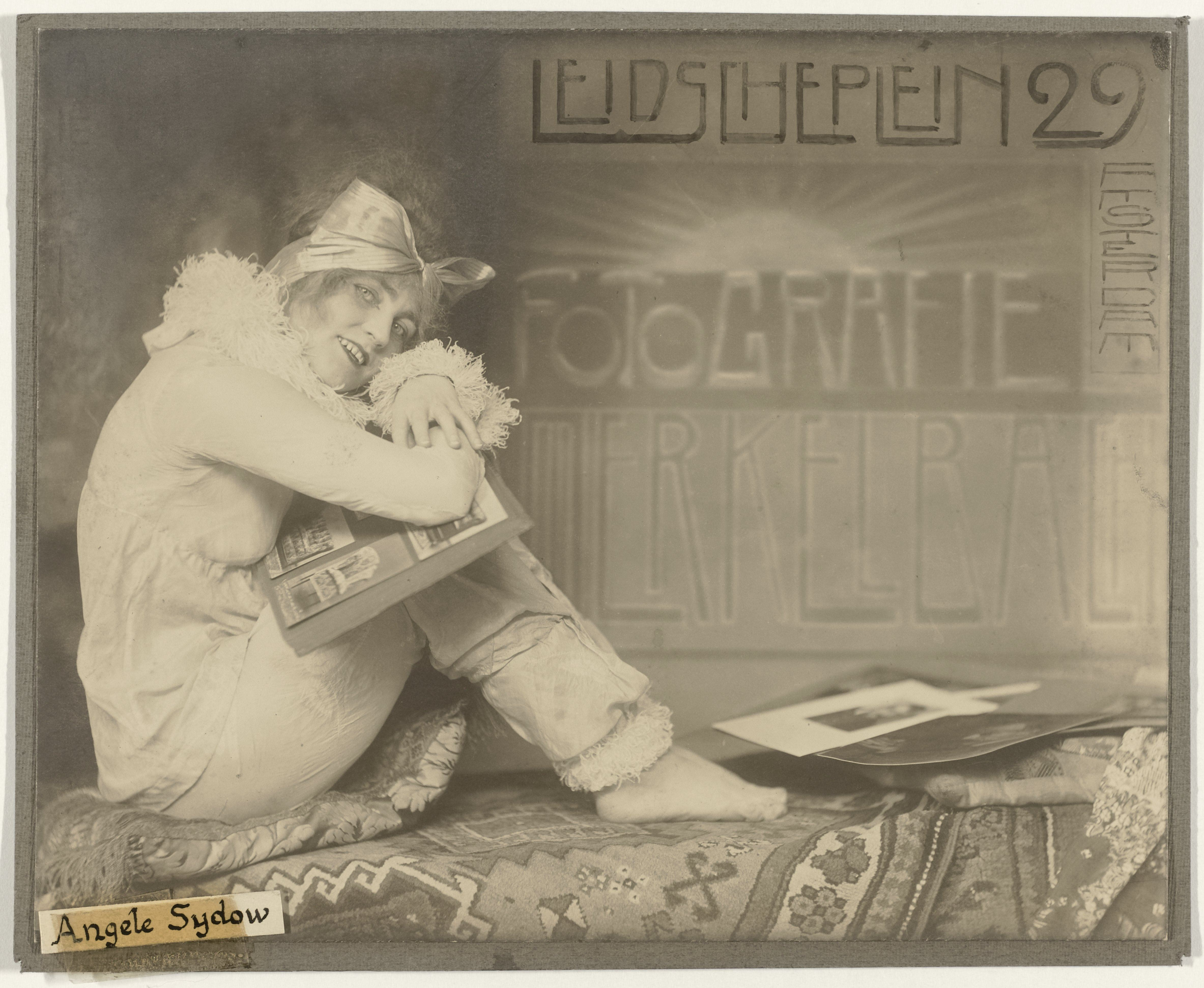
manifesto pubblicitario con la ballerina Angèle Sydow, 1916
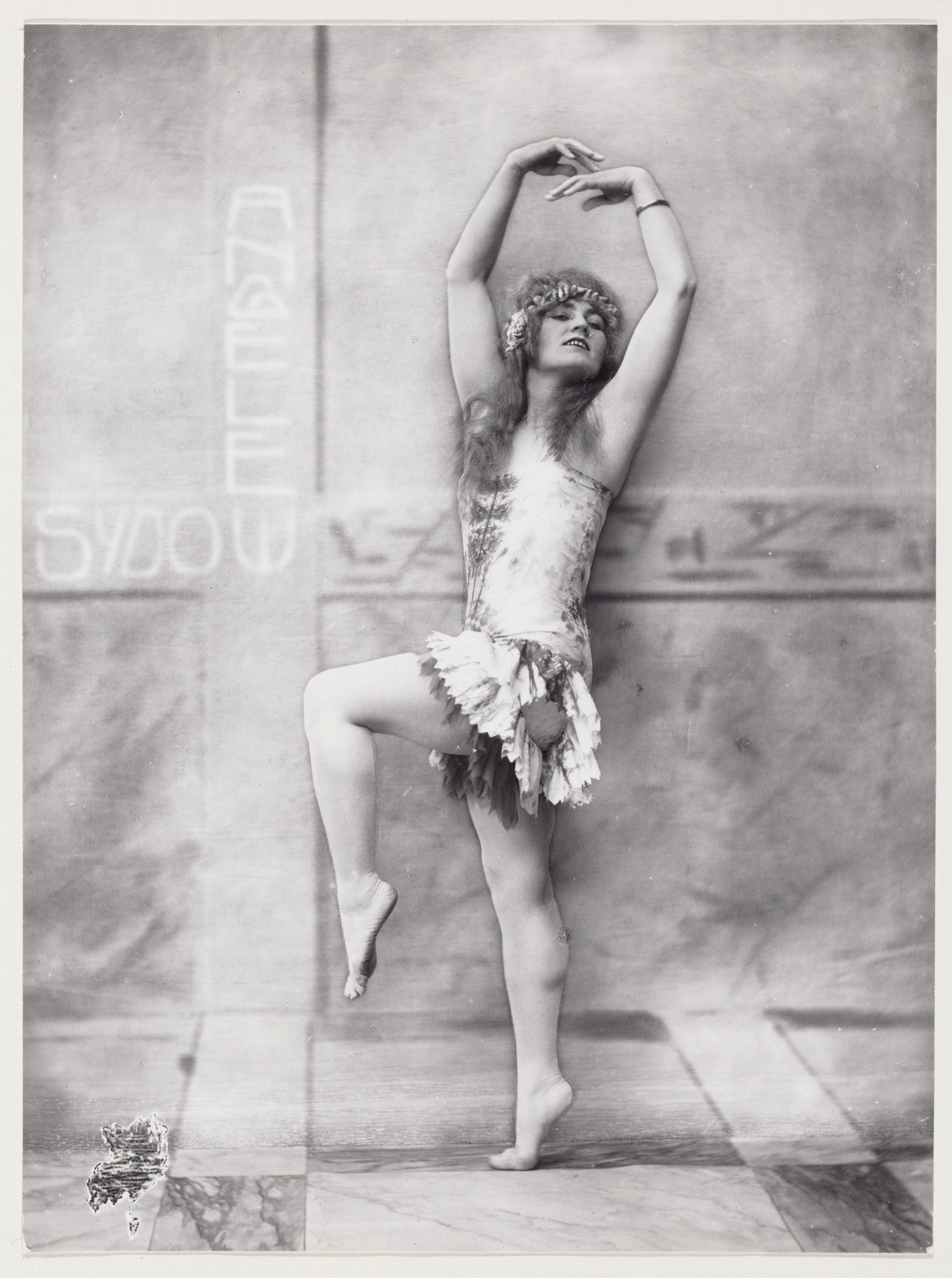
la ballerina Angèle Sydow, 1917-1919
la violinista Kathleen Parlow, 1919
donna sconosciuta, 1921
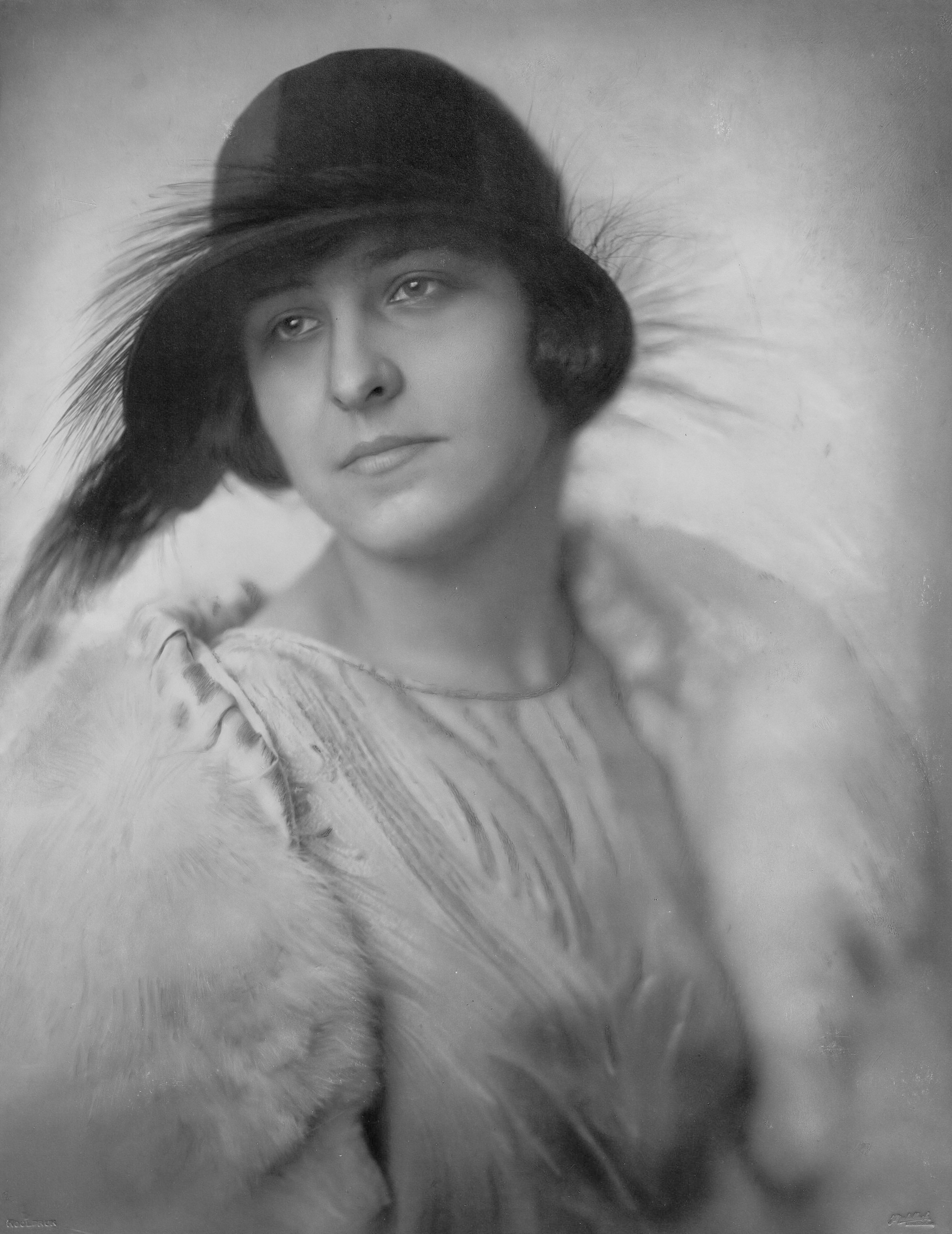
la figlia Mies Merkelbach, 1924
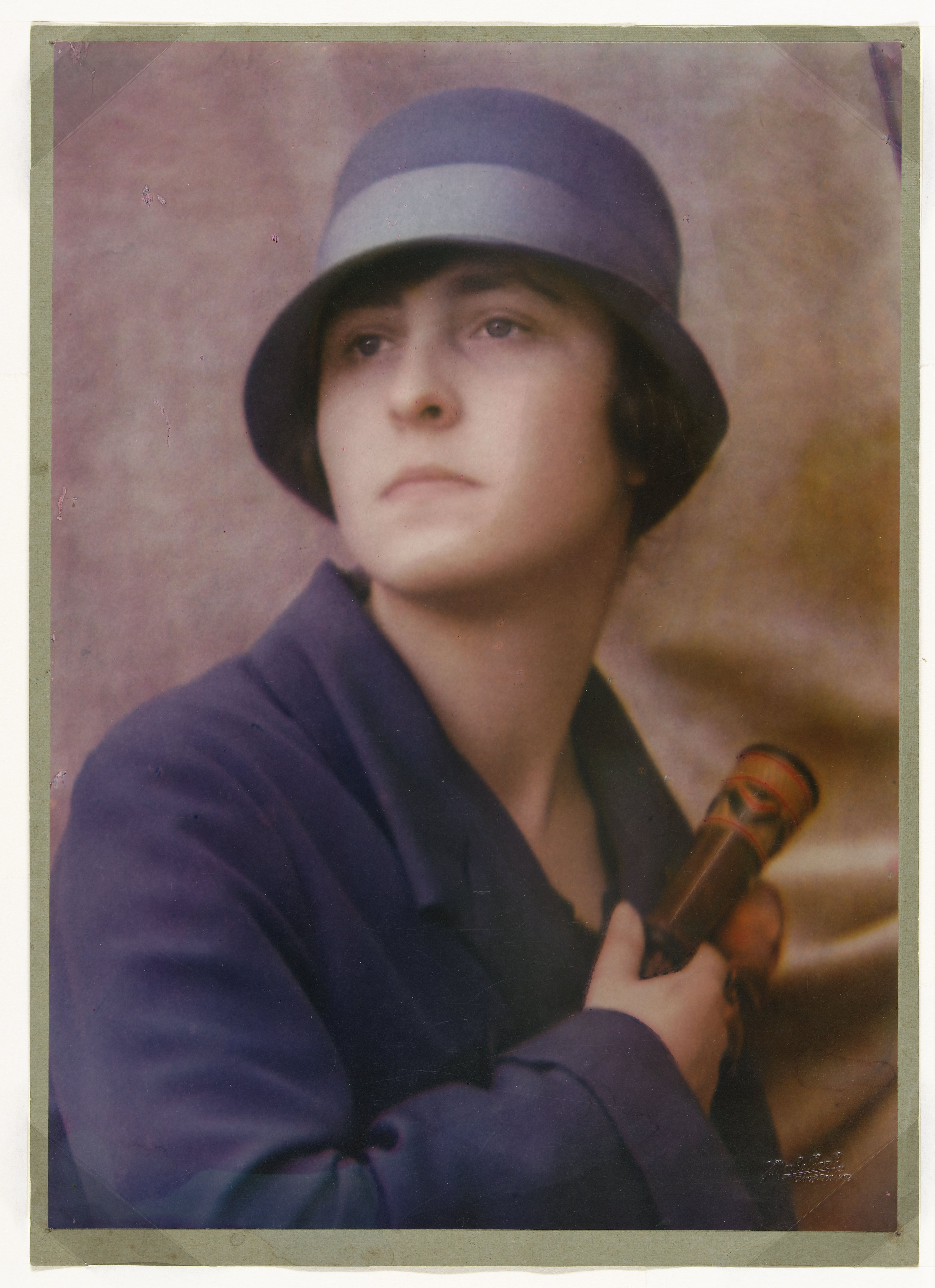
la figlia Mies Merkelbach con stampa in Jos-Pe
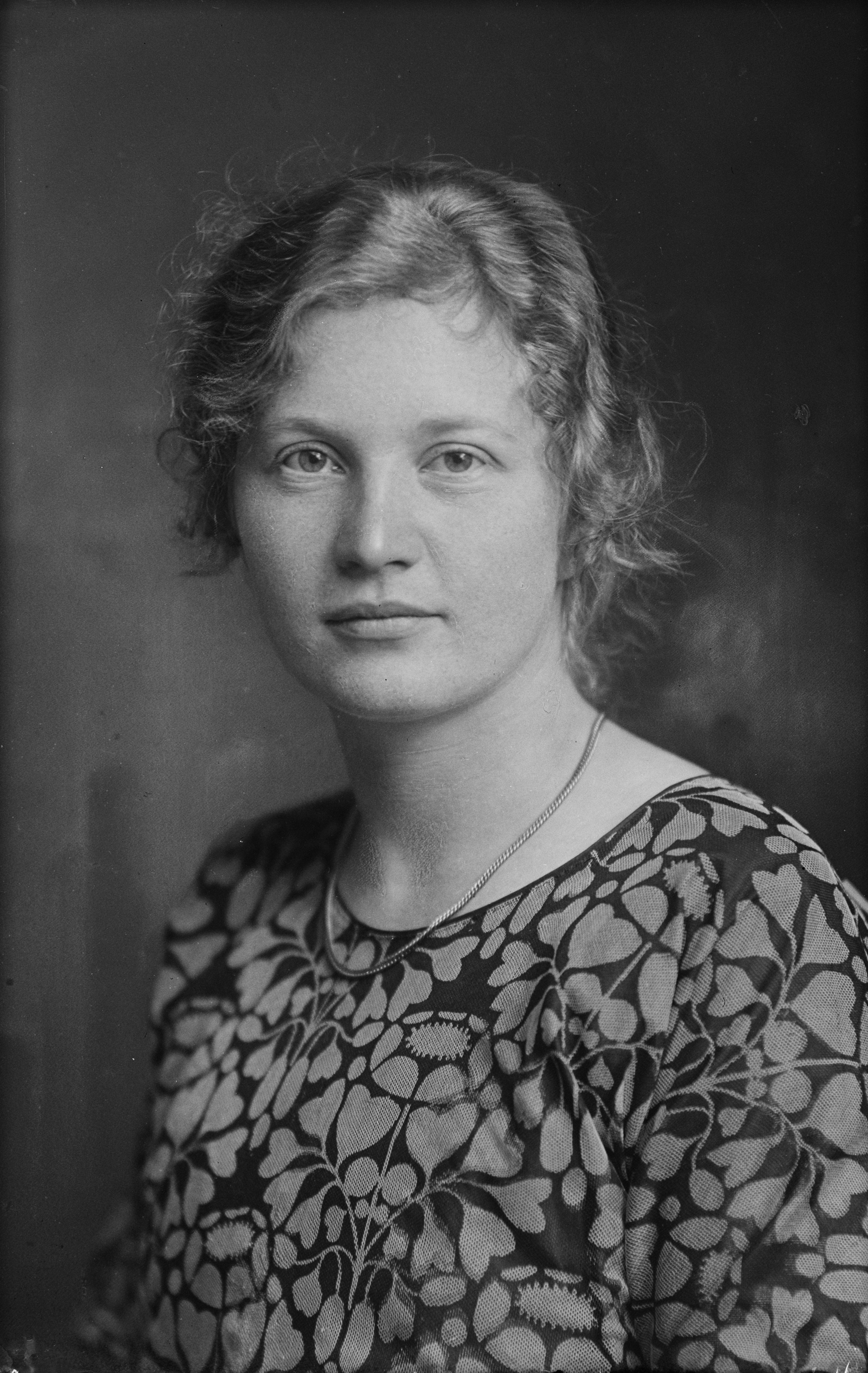
la storica dell'arte Margareta Hudig-Frey, 1925
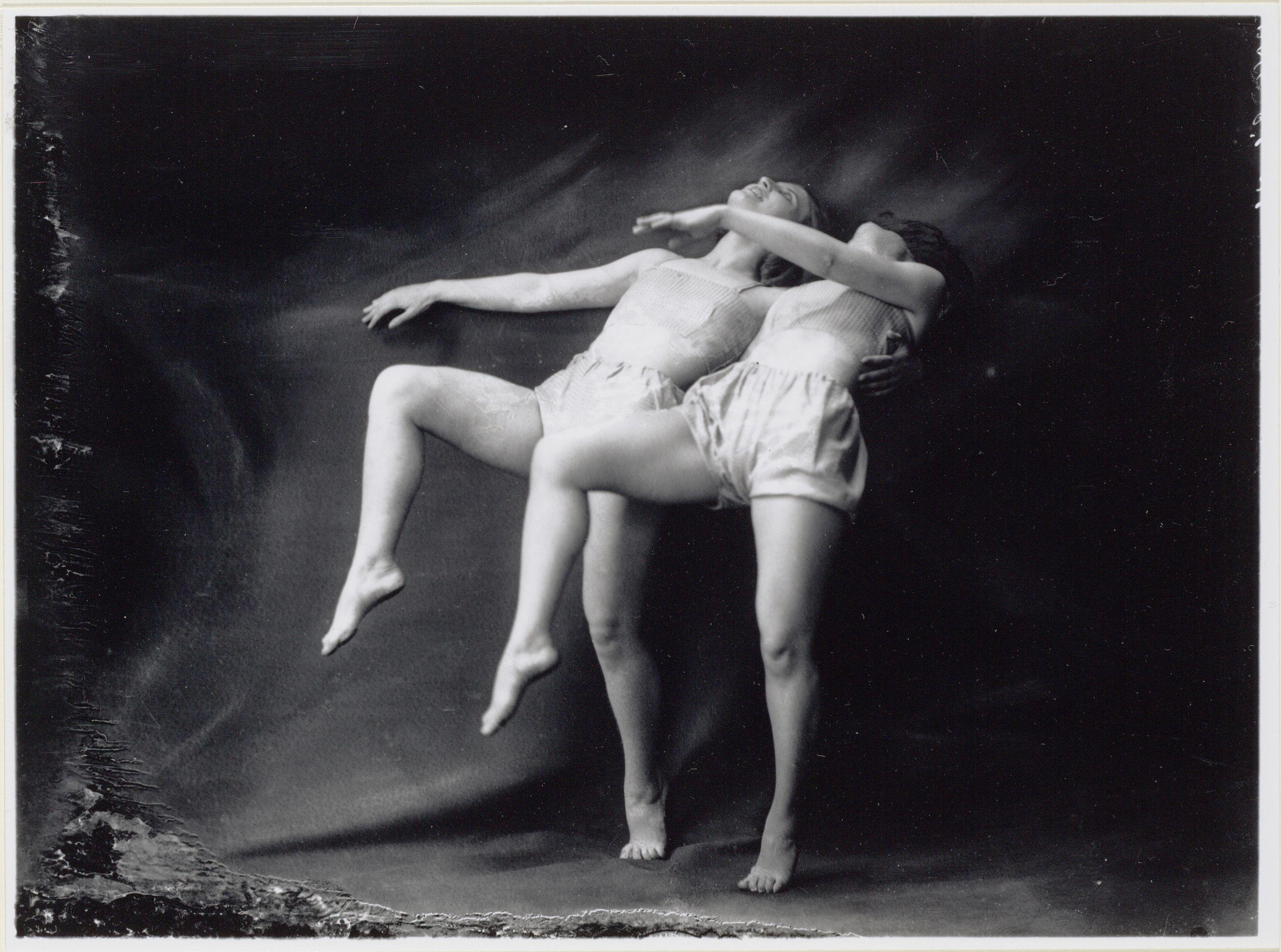
le ballerine Gerie Folmer e Claire de Jongh, 1927-1928